# Lo La Chapelle
Eloi Hubert La Chapelle (Buitenzorg (Nederlands-Indië), 22 juni 1888 - Utrecht, 23 juli 1966) was een Nederlands voetballer, cricketer en medicus.
La Chapelle, die als doelman speelde, kwam vanaf 1907 uit voor HVV. In dat jaar speelde hij ook eenmaal voor het Nederlands voetbalelftal in de uitwedstrijd, gespeeld in Darlington, tegen Engeland (12-2 nederlaag). Hij maakte ook deel uit van de selectie voor de Olympische Zomerspelen in 1908 maar kwam niet in actie en aan hem werd geen bronzen medaille uitgereikt.
Hij speelde ook cricket, onder meer bij Volharding en HCC. Hij speelde ook in het Nederlands cricketelftal.
La Chapelle huwde op 1 juli 1915 in Rotterdam met Henriette Johanna Maria van Gurp. Hij studeerde in 1912 af in de geneeskunde aan de Rijksuniversiteit Leiden waar hij in 1914 bevorderd werd tot arts en was in 1918 gepromoveerd op erfelijke dysostosis cleidocranialis. In 1917 was hij benoemd bij de reserve van de landmacht. La Chapelle was werkzaam als orthopeed en later orthopedisch chirurg. Hij vestigde zich in Amsterdam waar hij werkzaam was bij het Wilhelmina Gasthuis en de GG&GD. Van 1954 tot 1958 was hij lector aan de Universiteit Utrecht.